# 一生一瞬
「一生一瞬」（いっしょういっしゅん）は、2017年4月26日に発売されたSonar Pocketの25枚目のシングル。
バラード曲。Sonar Pocket第2章のキックオフシングルとし、2016年10月にメンバーのko-daiが総胆管結石による急性重症膵炎を発症で入院し、3人での活動再開後の第1弾シングルである。ワーナーミュージック・ジャパン移籍後の第1弾シングルでもある。
歌詞は「“ギブ＆テイク”ではなく“ギブ＆ギブ”無償の愛」をテーマとされており、ko-dai本人が病室で綴った言葉から構成されており、死と直面して初めて感じた想いが込められている。家族、仲間、ファンへの思いを「一生は一瞬です だから君を大切にしたい」という言葉で表されている。
ミュージック・ビデオの監督は東市篤憲が務め、脚本は松本花奈が担当した。さらに、ko-daiが演出補佐を務めている。
初回限定盤A・BにはそれぞれDVDが付属し、通常盤のCDには一生一瞬のアコースティック・バージョンが収録された。また。これらの初回プレス盤にはイベント参加券が封入された。

## 収録曲

### 初回限定盤A
CD
1. 一生一瞬
2. LA LA LOVE
3. 一生一瞬 - Instrumental
4. LA LA LOVE - Instrumental

DVD
一生一瞬 Music Video + オフショット映像

### 初回限定盤B
CD
1. 一生一瞬
2. LA LA LOVE
3. 一生一瞬 - Instrumental
4. LA LA LOVE - Instrumental

DVD
LA LA LOVE Music Video + オフショット映像

### 通常盤
CD
1. 一生一瞬
2. LA LA LOVE
3. 一生一瞬 - Instrumental
4. LA LA LOVE - Instrumental
5. 一生一瞬 − Acoustic ver.

## タイアップ
- 日本テレビ系「スッキリ!!2017年4月テーマソング